# Ivana Vasin
Ivana Vasin est une ancienne joueuse serbe de volley-ball née le 13 mai 1982. Elle mesure 1,78 m et jouait au poste de passeuse.

## Clubs
| Club                   | De        | À         |
| ---------------------- | --------- | --------- |
| Crvena Zvezda Belgrade | 2003-2004 | 2003-2004 |
| Istres OPVB            | 2004-2005 | 2014-2015 |